# Glaciar de Rongbuk
El glaciar de Rongbuk se encuentra en el Himalaya al sur del Tíbet. El glaciar cuenta con otros dos grandes glaciares tributarios afluentes, el glaciar Rongbuk Oriental y el Occidental, que se unen al principal que fluye hacia el norte, se adentra en el Tíbet y forma el valle de Rongbuk. El monasterio de Rongbuk está localizado al final del valle de Rongbuk. El monte Everest es la fuente tanto del glaciar Rongbuk como el afluente oriental, que nacen en su cara Norte. El glaciar Occidental pasa por la base del Pumori (7161 m s. n. m.) en el que se le une el glaciar del mismo nombre.

## Descubrimiento
El inglés George Mallory hizo un reconocimiento del valle de Rongbuk y sus glaciares mientras buscaba rutas posibles para la ascensión al Everest durante el primer reconocimiento de la región del Everest realizado por occidentales en 1921.
El glaciar Rongbuk Oriental fue explorado por primera vez por Edward Oliver Wheeler en agosto de 1921 durante la misma expedición. La exploración de Wheeler por debajo del collado Lhakpa La lo llevó a darse cuenta el 3 de agosto de 1921 que el valle Rongbuk Oriental era la llave para una ruta viable a la cima del Everest. Varias semanas después, un equipo consistente en George Mallory, Guy Bullock y Oliver Wheeler exploró la cabeza del valle por la vía del Lhakpa La, lo que los convirtió en las primeras personas en alcanzar el collado Norte del Everest y colocar sus pies en las laderas de la montaña.

## Ruta al Everest

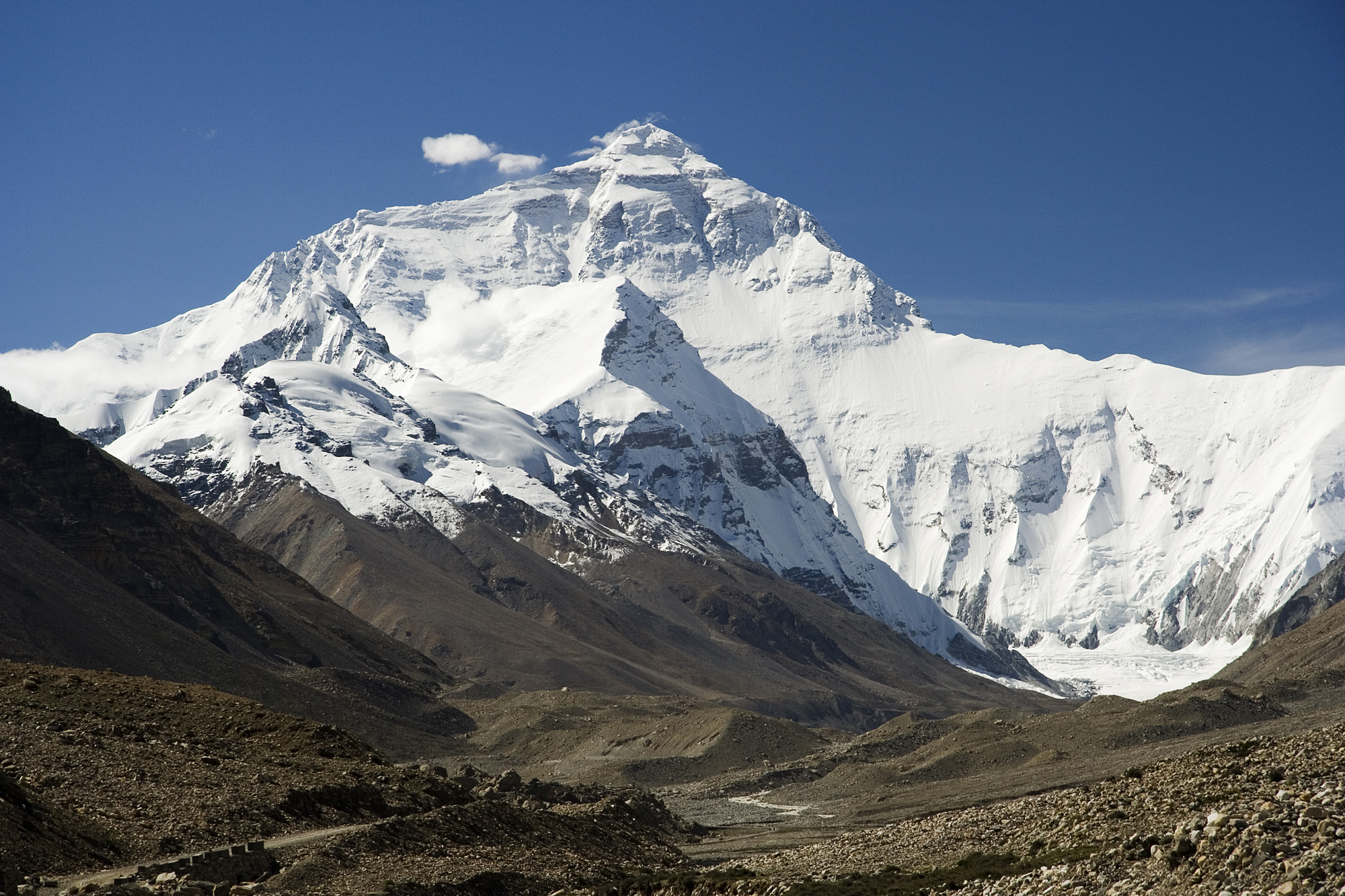
Cara norte del Monte Everest vista desde el sendero que lleva al campo base en el Tibet (China).

Las expediciones que intentan escalar el monte Everest por la cara norte utilizan el glaciar para alcanzar el campamento base de avanzada al inicio del glaciar Oriental. De allí, las expediciones ascendentes se dirigen al collado Norte y, después, a la arista Noreste en su camino hacia la cima.

## Entorno
Desde el 2007, el montañista y cineasta estadounidense David Breashears ha documentado la rápida desaparición del glaciar Rongbuk debido al calentamiento global. Breashears recorrió los pasos de la expedición de Mallory de 1921, revelando una pérdida significativa en la masa de hielo a través de los glaciares Rongbuk Occidental, Principal y Oriental. En conjunto con la asociación sin fines de lucro Asia Society y con la productora MediaStorm, la compañía de Breashears Breashears' GlacierWorks hizo disponibles fotografías en línea. En 80 años, el Rongbuk se ha reducido en más de 91.44 metros (300 pies) verticales a través de todo el glaciar, aproximadamente la altura de la Estatua de la Libertad.
El glaciar de Rongbuk es un glaciar en retroceso.

## Galería de imágenes

Animación, monte Everest arriba a la derecha.
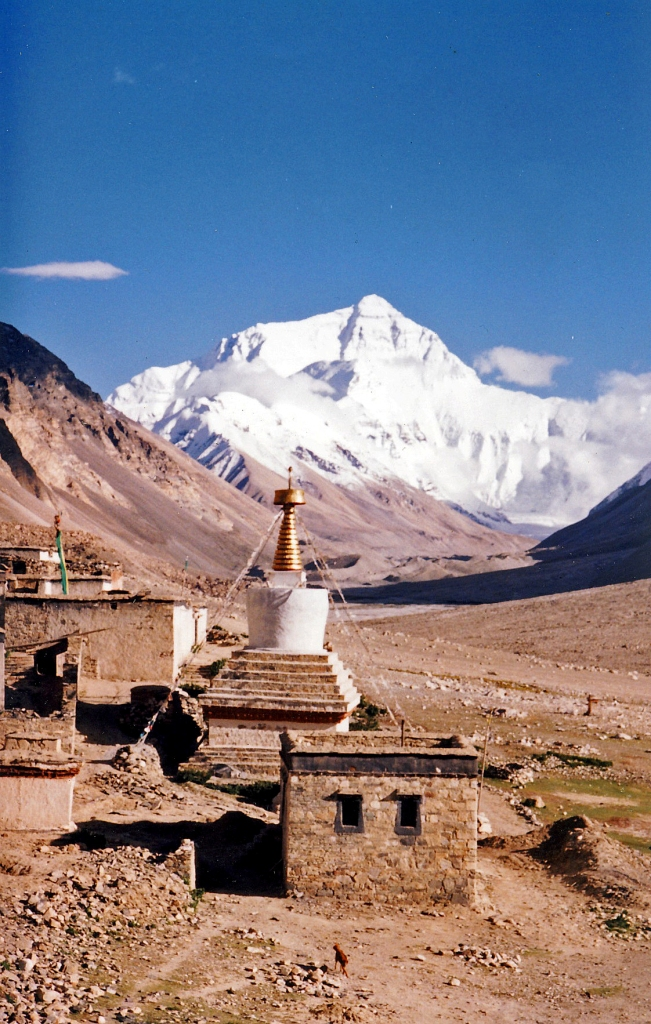
Vista del monte Everest y el monasterio de Rongbuk
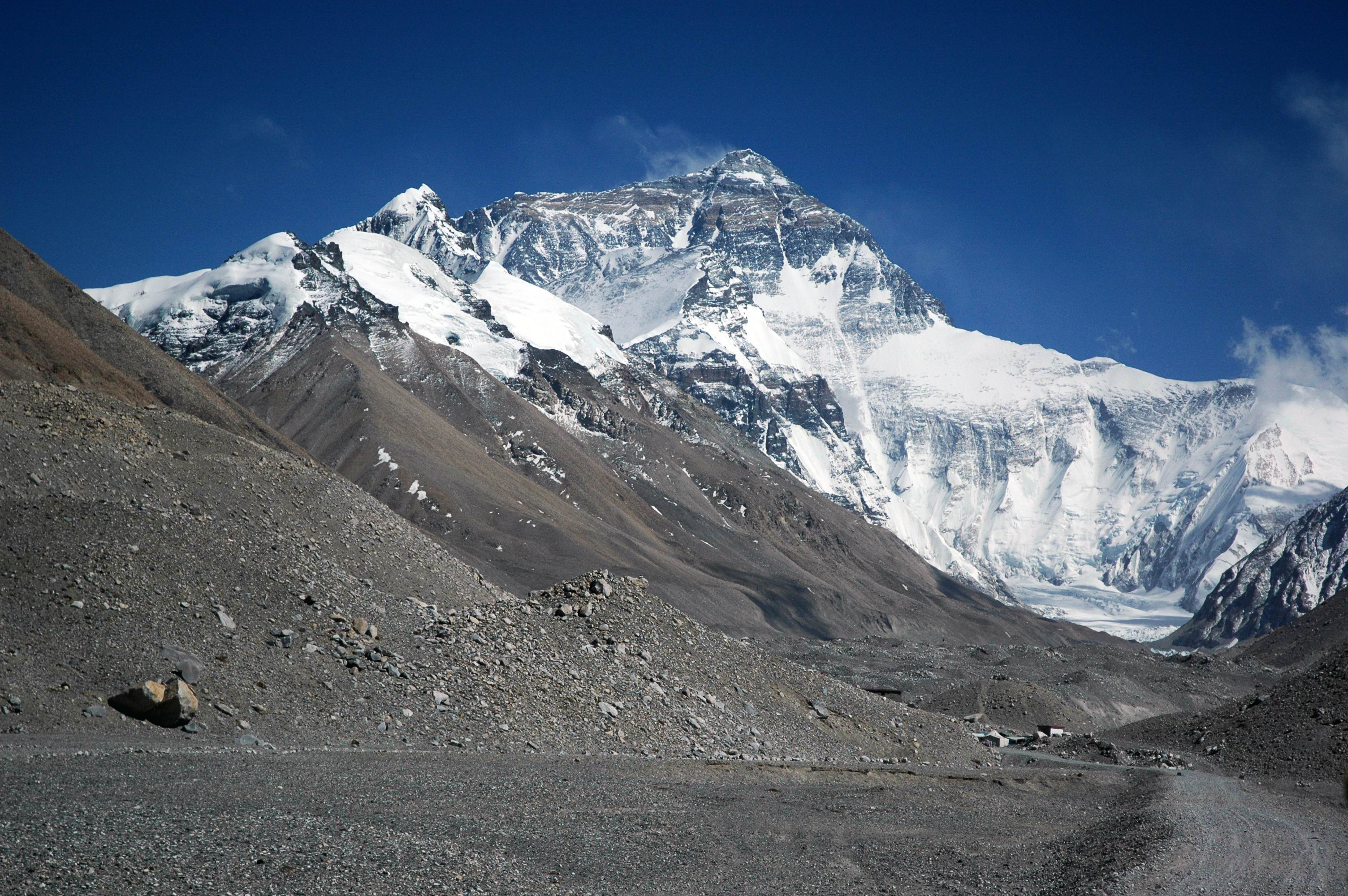
Vista del monte Everest y el valle de Rongbuk desde el glaciar Rongbuk